# Xã Tippecanoe, Quận Pulaski, Indiana
Xã Tippecanoe (tiếng Anh: Tippecanoe Township) là một xã thuộc quận Pulaski, tiểu bang Indiana, Hoa Kỳ. Năm 2010, dân số của xã này là 1.104 người.